# HD 39910
HD 39910，又名BD-04 1289，SAO 132652、HR 2070，是一颗恒星，视星等为5.87，位于銀經210.67，銀緯-14.54，其B1900.0坐标为赤經5h 50m 33.4s，赤緯-4° -14.54′ 59″。